# Simon Starling
Simon Starling (Epsom, Surrey, 1967) és un artista conceptual britànic. Fou guardonat amb el premi Turner l'any 2005. Va cursar fotografia al Maidstone College of Art, després a la universitat Trent de Nottingham i a la Glasgow School of Art. Va ser un dels primers guanyadors de la beca Blinky Palermo, l'any 1999, i l'any 2005 va guanyar el Premi Turner per les exposicions individuals presentades a The Modern Institute de Glasgow i per Exposition, a l'Espai 13 de la Fundació Joan Miró dins el cicle Angle de visió 143 graus comissariat per Montse Badia. L'exposició era una reflexió complexa sobre els avenços en enginyeria i disseny que presentava el pavelló alemany de l'Exposició Universal de Barcelona del 1929. L'exposicióestava formada per tres elements: fotografies impreses en platí d'intervencions de Lilly Reich, la col·laboradora de Mies van der Rohe; un generador elèctric Chrysler del 1929; i, finalment, un vidre fumat com els que Reich va utilitzar en el seu display del pavelló. La lectura del conjunt insinuava el fracàs de la utopia del moviment modern i els seus somnis d'energia alternativa. Per aquesta exposició a la Fundació Joan Miró, Starling va ser nominat al Turner Prize, el premi d'art més prestigiós del Regne Unit.
La seva obra està a la col·lecció permanent de nombrosos museus, com la Tate Modern de Londres, el Moderna Museet d'Estocolm, el Solomon R. Guggenheim Museum de Nova York, el Kroller Muller Museum dels Països Baixos, el San Francisco Museum of Modern Art de San Francisco i el Museu Folkwang d'Essen. L'any 2003, Starling va representar Escòcia a la 50a Biennal de Venècia.